# Гуґо Стурм
Гуґо Стурм (ест. Hugo Sturm; 14 серпня 1891, Каарепереська волость, Естонія - 24 грудня 1979, Йигева, Естонія) — естонський художник, основоположник естонської школи  наївізму.

## Біографія
Народився 14 серпня 1891 року в Каарепереській волості. Брав участь як у Першій, так і в Другій світовій війні. Під час  естонської війни за незалежність входив до Купер'янівського партизанського загону, а 15 вересня 1920 року був нагороджений Хрестом Свободи II класу 3-й ступеня.
У 1944 році брав участь у бойових діях проти окупантських військ СРСР, за що після окупації Прибалтики Червоною армією був засуджений до 25 років тюремного ув'язнення і засланий до Сибіру. В 1956 році звільнений достроково і до кінця життя проживав у Йигеві у своєї доньки. Після повернення з Сибіру не мав постійного місця роботи.

## Творчість
З 1957 по 1978 роки активно займався творчістю. 1978 рік виявився найбільш плідним: художник створив три роботи по дереву і написав маслом вісім картин. Живописом Стурм займався у 1972-1978 роках, при цьому найбільше картин - дев'ять - написав у 1976 році. У своїх роботах часто використовував естонський народний епос «Калевіпоеґ».
У 1969 рік році створив свій відомий твір - різьблене панно «Велике співоче свято» (зберігається у фондах Музею сланців м. Кохтла-Ярве, Естонія). 
У 2005 році колекція з 34 робіт художника увійшла до збірки Центру Кондаса (Kondase Keskus) у м. Вільянді. 

## Родина
- Мати - була, ймовірно, служницею при місцевому поміщику в Каарепереській волості.
- Дружина - Юліє-Ермійне Кігурс, латишка, походила із заможної ризької сім'ї. У шлюбі народолися п'ятеро доньок.
- Донька [3] - Леа-Тути Лівшиць ( 1930-1999) - естонська художниця, закінчила художні курси Тартуського художнього музею і отримала популярність в Іда-Вірумаа завдяки своїм акварелями. [4]